# Glossoloma sprucei
Glossoloma sprucei là một loài thực vật có hoa trong họ Tai voi. Loài này được (Kuntze) J.L.Clark mô tả khoa học đầu tiên năm 2005.